# Embasaurus
Embasaurus (лат.) — вид динозавров из подотряда теропод, известный по единственному виду Embasaurus minax из отложений нижнего мела с территории Казахстана на возвышенности Кой-Кара. Род получил название дано в честь реки Эмбы (бассейн Каспийского моря).
Известен по двум фрагментарным позвонкам платицельной формы, описанным Анатолием Николаевичем Рябининым в 1931 году. Длина динозавра, вероятно, составляла около 7 м. Из-за фрагментарности остатков таксономическое положение неясно (nomen dubium). Высказывались гипотезы о принадлежности к мегалозавридам и базальным тираннозавридам.